# 武装商船

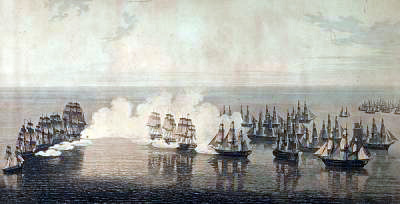
1804年奥尔岛海战，纳撒尼尔·丹斯海军上校率领其大型武装商船（图中）掩护着其他商船（图右），与法国舰队（图左）进行交战。作者威廉·丹尼尔，绘于1804年

武装商船，是指搭载了武器的商用船只。武装商船的武器通常是自卫性质的，有的是在设计之初便考虑到武器的问题，有的则是建成后又添加上武装。
商船在航行时，有可能会遭到海盗或者私掠船的袭击；因此一些商船会加装武器进行自卫，这一点在那些进行远距离航行、或者是携带有贵重货物的船只上特别明显。这一类船只最著名的例子要数东印度商船，这种船只受雇于各国东印度公司，其武装力量甚至可以击退海军舰队。比如1804年的澳島海战中，不列颠东印度公司的船队就单独击退了法国的远征舰队。
到了近现代，部分国家使用武装商船从事更富有进攻性的活动，比如充当偽裝巡洋艦展开海上破袭战等。这种舰艇一般又称为辅助巡洋舰。

## 二十世纪以前

### 东印度商船

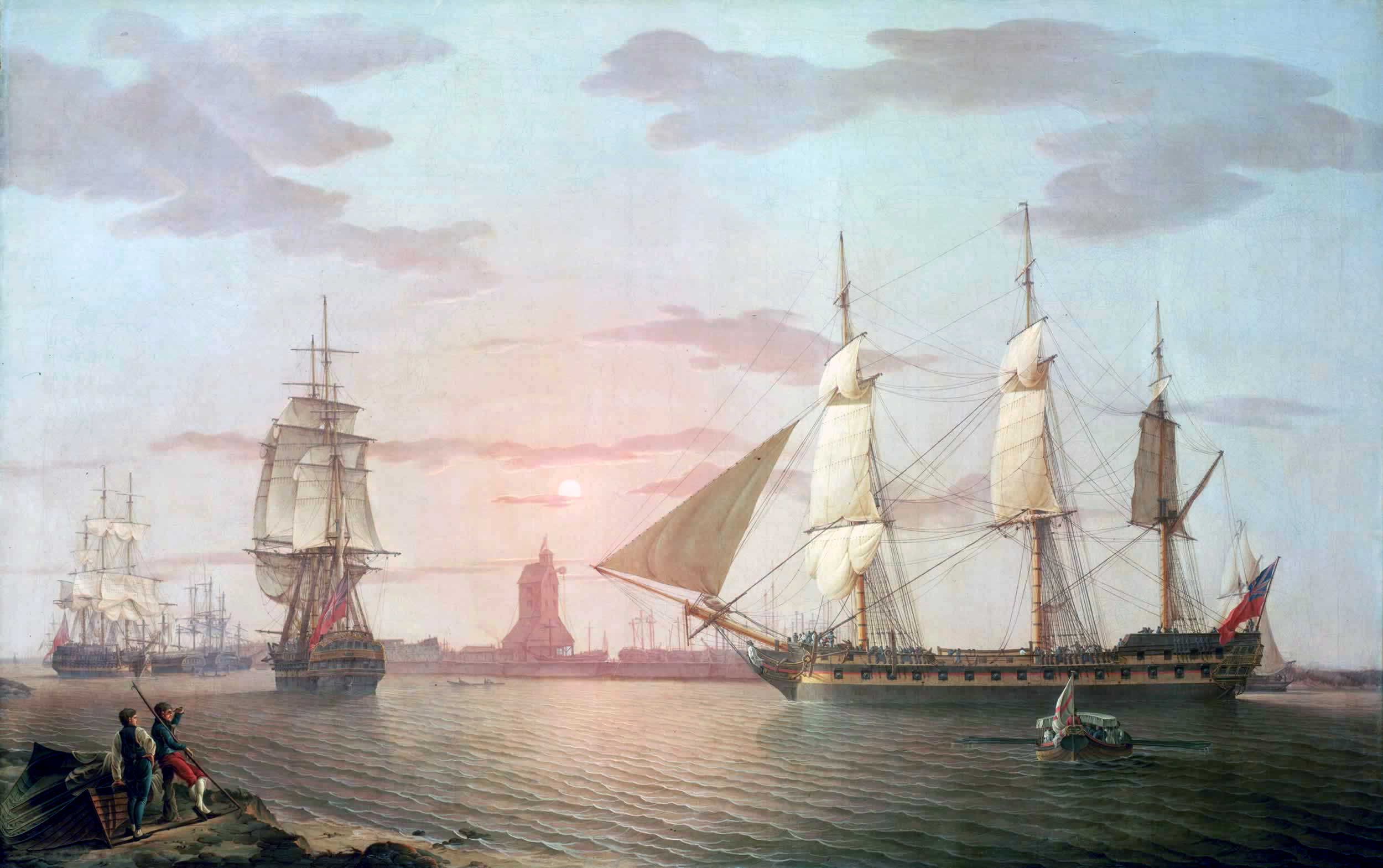
沃利号东印度商船，奥尔岛海战中参战商船之一。作者罗伯特·萨蒙，绘于1801年，作品藏于國家航海博物館

欧洲各国的东印度公司船队在进行与远东的远程贸易时，通常都是全副武装，船上配备着大量武器。在特别危险的时候，比如爆发了战争，各国还会采取護航制度，即利用军舰护卫着船队前行。但很多时候，船队不能指望军舰能随时进行支援，而自行进行远航，这时候船队就会使用自身的火力来驱逐海盗、私掠船，甚至是敌国海军舰队。
由武装商船单独迎战海军军舰的著名例子，有1804年的奥尔岛海战。当时不列颠东印度公司的中国船队（英語：China Fleet）大量采用大型重装商船（即“东印度商船”）组成船队，这种大型商船可以轻易地击退小型海盗袭击舰，不过依然比不上正规军舰。1803年末，英法之间重新爆发战争，法国方面由夏尔-亚历山大·迪朗·利努瓦海军少将组织了一支远征舰队试图拦截英国的商船队。双方在奧爾島以东遭遇，发生交火，虽然都没有对对方造成重大的损伤，但英国大型重装商船组成的战列线以及猛烈的还击火力，使兰诺瓦误以为自己遇到了英国的正规风帆战列舰舰队，于是放弃袭击脱离接触，英国船队得以顺利摆脱法国舰队的追击。
另一个例子是1800年8月4日海战。是役发生在巴西沿岸，一支由3艘巡防艦组成的法国舰队企图袭击英国船队，当天法国舰队在特林達迪附近遭遇一支英国船队；这支英国船队包括5艘东印度商船与另外3艘船只，由一艘64门炮的三等风帆战列舰好战号护卫。法军指挥官将这批大型商船误认为风帆战列舰，于是选择分散队伍撤退，好战号随即对法军旗舰进行追击，而各东印度商船则搜捕其余两艘法舰，其中一艘法舰指挥官在夜色中误以为自己遇上了正规战列舰，于是选择了投降，直到被递解上船才惊讶地发现这艘庞大的船只其实火炮远少于正规军舰，口径也比军舰要小，是一艘不折不扣的武装商船。
由于这种大型商船有着相仿于大型军舰的体积，英国皇家海军也购买过一些东印度商船并改装成为风帆战列舰。

### 辅助巡洋舰的发展
1856年，各国签署了《巴黎海事法律宣言》，正式规定私掠行为，包括由国家签发私掠许可证等为非法。1861-1865年，南北战争期间北方联邦针对南方邦联的海运实行聯邦封鎖，欧洲各国遂建造了一批高速舰船，用以突破联邦军的封锁线。这些高速船只有一些也加入到南方邦联海军，加上了武器，用作南军的袭击舰。
1878年，俄土战争期间，俄国购买了3艘6000吨级的快速武装商船，装备有6英寸（152）火炮，创立了志愿舰队，以备一旦发生战争，即改装成为辅助巡洋舰。
1890年，英国和德国的船厂开始建造新设计的民用船只，这种民船在设计之初就已经做好了预留，可以在战时方便地改装成为辅助巡洋舰。继英、德两国之后，法国、意大利、日本、奥匈帝国、美国等都陆续与本国船厂达成了类似的协议。1892年，俄国以相同的方式又建造了两艘辅助巡洋舰。
1895年，德意志帝國海軍动员了诺曼尼亚号，临时改装成辅助巡洋舰，以进行一次为期15天的海试。改装后的诺曼尼亚号装备有8门6英寸火炮，6门37（1.46英寸）火炮，以及两艘鱼雷艇。

## 二十世纪

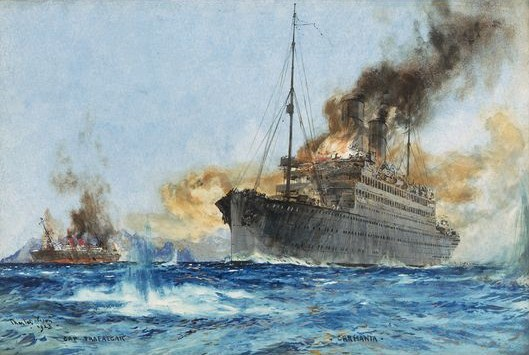
交战中的特拉法加角号和卡尔马尼亚号

在两次世界大战期间，英国和德国都运用了辅助巡洋舰。英国主要利用大型客轮改装成武装商船巡洋舰，用以保卫自身的航路运输安全；而德国方面则将这些辅助巡洋舰派出去进行商路破袭。

### 武装商船巡洋舰
英国海军大量运用武装商船巡洋舰（英語：armed merchant cruisers, AMC）来保卫自己的海运，对抗交战国的作战舰艇。
至少在第一次世界大战的早期阶段，快速客轮的航速能达到20节左右，还是能够比不少军舰要快的，因此可以改装成武装商船巡洋舰；然而快速客轮的燃料消耗量大，如果把这些快速客轮全部改装成武装商船巡洋舰，英国海军部的船用煤炭储存仅仅只能支撑3个月。而且武装商船巡洋舰缺乏军舰使用的装甲，防护薄弱，容易受到损伤；并且火炮都是各自为战，缺乏军舰那样的统一的火控系统，因此火力输出效率低下。
武装商船巡洋舰所参与的战斗中，比较著名的是英国1万9524吨的卡尔马尼亚号，对阵德国伪装巡洋舰、1万8710吨的特拉法加角号。巧合的是，特拉法加角号正是把自己伪装成卡尔马尼亚号进行活动的。两舰遭遇后进行了近距离的搏杀，最近时只相距了数百码。特拉法加角号受重创沉没，船员由赶来的德国另一艘辅助巡洋舰和煤船救起并撤离；卡尔马尼亚号虽然受重创，但幸存了下来，舰上官兵被救起后，阿根廷扣留了大部分人，直到战争结束。
第二次世界大战 而在二戰的同盟國，為了解決軍艦數量不足的問題，美國會將大型商船、郵輪改裝成作戰軍艦，通常為加厚甲板並配備若干艦砲，使之具有軍事打擊能力。然因其並非正規軍艦，因此通常並不會參與正規軍事任務，主要以護送運輸艦隊（如自由輪等）與領海巡邏為主。比较著名的武装商船巡洋舰的战例，则是1939年11月23日，英国1万6697吨的拉瓦尔品第号，遭遇了德国海军战列巡洋舰沙恩霍斯特號和格奈森瑙號。面對當時最強大的戰鬥巡洋艦，拉瓦尔品第号瞬間被击沉。
实战证明武装商船巡洋舰这种策略并非有效，所以有不少武装商船巡洋舰后来又改装成运兵船等；尤其是原本是遊輪的那些，更加适合这种运输船的角色。

### 辅助巡洋舰
1898年的美西战争中，西班牙海軍和美國海軍都使用了辅助巡洋舰。一战期间，美国海军也使用了辅助巡洋舰来对抗德国的U潜艇。
德国则主要运用辅助巡洋舰作为海上破袭舰。这种辅助巡洋舰(德語：Hilfskreuzer)又称通商阻碍舰(德語：Handels-Stör-Kreuzer, HSK)，经常将自身的武装隐藏起来，并悬挂虚假的国旗，除此以外还会有伪装用的假烟囱和假桅杆，甚至是假的涂装，以接近目标，伺机击沉或捕获。目标在受到这种近距离的突然袭击后，往往难以逃脱。德国海军最初使用快速商船充当偽裝巡洋艦，不过因为这批船轮廓相似，很快就成了协约国海军的标靶。虽然德国海军改变策略，将捕获的协约国商船、尤其是运输船进行改装。这种来源的偽裝巡洋艦航速较慢，但与协约国自身的商船相似，使协约国军舰难以辨认。和英国的武装商船巡洋舰相似，德国虽然在两次大战都使用了偽裝巡洋艦，但同样因为防御力有限等各种原因，在战争结束前就已经停止使用。
二战期间，德国海军的偽裝巡洋艦都在1万吨以下，配备6英寸火炮、小口径火炮、水上飞机、鱼雷、水雷等。这些船都打着中立国的旗号，有时候则悬挂同盟国旗帜。为了对抗德国的偽裝巡洋艦策略，1942年英国发展出了查验-配对系统，用以在发现可疑船只时，确定其所报告的船名是否的确在该地区活动。
二战期间仅有的辅助巡洋舰之间的战斗发生在德国托尔号身上。这艘3862吨的袭击舰在服役期间先后击沉了22艘同盟国商船；1940年7月28日托尔号遭遇2万2181吨的阿尔坎塔拉号，托尔号命中阿尔坎塔拉号3发炮弹，使其严重进水航速降低，自身中弹两发损伤轻微，托尔号随后拉起烟雾逃脱；同年12月5日遭遇2万0062吨的卡那封城堡号，是役卡那封城堡号受重创遁走；1941年，托尔号发现了1万3245吨的伏尔泰号，首轮射击即摧毁了伏尔泰号的发电机和无线电室，伏尔泰号随即起火燃烧，而托尔号只中弹1发，无线电天线损坏，不久伏尔泰号投降。

### 其他
二战期间，英国还发展出了彈射飛機商船（英語：catapult armed merchantman, CAM），这种船安装了弹射器，可以让一架战斗机起飞，但是不具有飞行甲板，飞机无法在船上降落。
另外，英国和荷兰都使用过货船改装成商船航空母舰（英語：merchant aircraft carrier, MAC），作为船队的护航航空母舰，同时依然拥有一定的货运能力。

## 二战后至今
从二战结束到二十一世纪，商船都很少再装备火炮等武器，一般仅仅装备輕兵器或者消防水龙以驱逐试图夺船的海盗。一个特殊的例外是太平洋核运输有限公司，其业务为运输乏核燃料和再处理铀；其运输船上运载的可裂变物质可供制造50-60枚核武器，是一个重要的防范海盗单位。为了节省英国海军的护卫费用，该公司的运输船从1999年起开始配备武器。这些核原料运输船在航行期间，英国的核监管部门会派出武装警卫登船进行护卫，船上还会搭载有两到3门30毫米机关炮，也一并由武装警卫进行操作。另外两个例外是冷战时期的苏联商船船队（英語：MORFLOT）的各种船只。1979年，中华人民共和国商船在进行台湾海峡复航时，为了抵抗中华民国政府对台湾海峡的军事封锁（关闭政策），对商船和船员进行了武装。
2010年4月，有报道指称有俄罗斯公司可以提供3M-54反舰导弹的一种改进型，其发射装置可以隐藏在船上。这种导弹理论上使得任何货船都可以装备反舰火力。按某些描述该型导弹可以击伤、甚至是击沉一艘航空母舰，但报道同时指出，“目前尚未清楚这款导弹需要多少发才能瘫痪一艘航空母舰，又需要多少发才能击沉一艘航母”。。
2011年利比亚内战中，一些效忠卡扎非政权的部队曾经改造了几艘商船，打算用来封锁米蘇拉塔。
2011年10月，时任英国首相戴维·卡梅伦宣布，允许途经海盗问题严重的航线的英国商船携带武器。